# El jardín de los suplicios

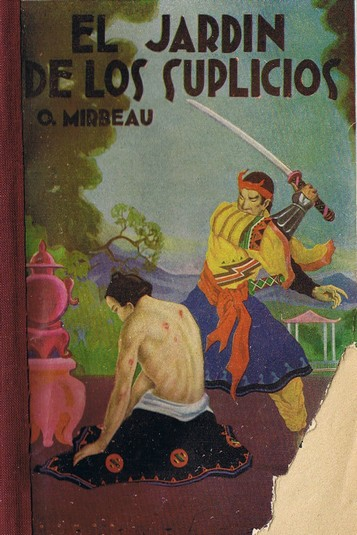
El Jardín de los suplicios, 1930

El jardín de los suplicios (Le Jardin des supplices) es una novela del escritor francés Octave Mirbeau, publicada en 1899, durante el Caso Dreyfus.
El novelista anarquista dedica irónicamente « estas páginas de muerte y sangre » a « los sacerdotes, los soldados, los jueces y los hombres encargados de instruir y gobernar a los hombres ».

## Argumento
La novela tiene tres partes : en la primera parte, "Frontispicio", durante una reunión de intelectuales positivistas, en casa de un escritor académico y anti-dreyfusista, se habla con entera libertad sobre el crimen, como de un instinto natural.
En la segunda parte, "En misión", se trata de la historia política del narrador, un hombre corrupto, enviado como embriologista en misión "científica" a Ceilán, y de su encuentro con una inglesa sádica e histérica, Clara.
En la tercera parte, "El Jardín de los suplicios" stricto sensu, el narrador anónimo y su amante Clara, visitan la prisión china de Cantón, donde están los supliciados, y el espectáculo de las horrores conduce a Clara hacia un éxtasis erótico.

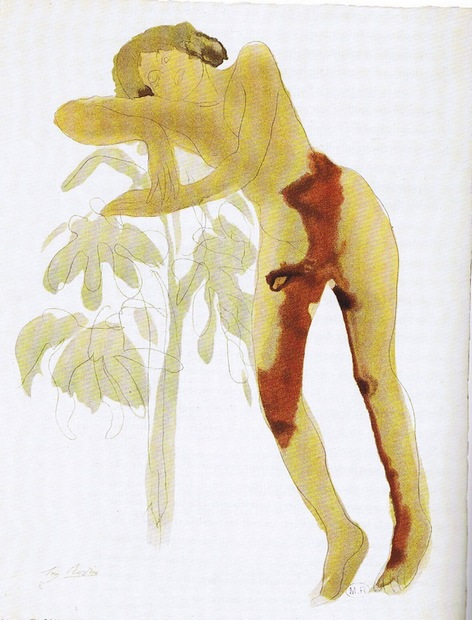
Auguste Rodin: Le Jardin des supplices, Ambroise Vollard, 1902.

## Comentarios
La novela es una denuncia frente a las sociedades opresivas que se apoyan todas sobre el asesinato y, más precisamente, al colonialismo, francés e inglés, que transforma continentes enteros en verdaderos “jardines de los suplicios”. 
Este libro muy especial, donde se mezclan las descripciones de flores y de suplicios, el sexo y la sangre, es considerado una de las mejores obras de la literatura decadente. El lector, poco a gusto, pierde sus marcas éticas y estéticas

## Citas
- "El homicidio es la mayor de las preocupaciones humanas, y todos nuestros actos derivan da él."
- "Esa necesidad de matar nace en el hombre con la necesidad de comer y ambos impulsos se confunden. Esta necesidad instintiva, motor de todos los organismos vivientes, se desarrolla por la educación en vez de anularse, y las religiones la santifican en vez de maldecirla."
- "La podredumbre es la eterna resurrección de la vida..."
- "Las mujeres llevan una fuerza inexorable de destrucción"
- "La puerta de la vida no se abre más que a la muerte, no se abre más que ante los palacios y los jardines de la muerte... Y el universo aparece como un inmenso, como un inexorable Jardín de los Suplicios... Por todas partes, y allí donde hay mayor vida, doquiera, horribles atormentadores que rasgan las carnes, asierran los huesos y os arrancan la piel, con siniestra cara de alegría. El Jardín de los Suplicios !... Las pasiones, los apetitos, los intereses, el odio, la mentira y las leyes, y las instituciones sociales, y la justicia, el amor, la gloria, el heroísmo, las religiones son sus monstruosas flores y los espantosos instrumentos del eterno dolor humano."

## Traducciones
Primera edición española : El Jardín de los suplicios, Barcelona, Casa Editorial Maucci, 1900, 222 páginas; traducción de Ramon Sempau et C. Sos Gautreau. 
Otras traducciones se encuentran en España (Cupsa editorial, 1977, Libros y Publicaciones Periódicas, 1984, Mestral Libros, 1989, Premia, s. d., Impedimenta, 2010, y El Olivo azul, 2010), en Argentina (Sociedad editora latino-americana, 1945, Dintel, 1959, y Merlin, 1968), en Chile (Ediciones Ercilla, 1941) y en México (Centauro, 1944, Editores asociados, 1973, y Posada, 1984).